# Vlaamsch Wit
Vlaamsch Wit, in het Frans Blanche des Flandres, is een voormalig Belgisch biermerk. Het werd gebrouwen door Brouwerij Van Honsebrouck te Ingelmunster.
Vlaamsch Wit was een witbier (tarwebier) met een alcoholpercentage van 4,5%. Oorspronkelijk stond op het etiket een alcoholpercentage van 5%, maar later werd dit verminderd tot 4,5%. Onderzoek toonde echter aan dat het alcoholpercentage hoger bleef liggen (5,2%).
Het bier werd gebrouwen sinds 1992. De productie is intussen stopgezet.

## Etiketbier
Vlaamsch Wit is het moederbier van Vieux Bruges Blanche. Dit etiketbier werd gebrouwen sinds 1993. Oorspronkelijk had dit eveneens een alcoholpercentage van 5% en later werd dit 4,5%.